# Mojave Moon
Mojave Moon är en amerikansk road-movie från 1996. I filmen medverkar Danny Aiello, Anne Archer, Michael Biehn, Angelina Jolie och Jack Noseworthy. Filmen är skriven av Leonard Glasser och regisserad av Kevin Dowling.

## Rollista
- Danny Aiello - Al McCord
- Angelina Jolie - Ellie Rigby
- Michael Biehn - Boyd, Julie's boyfriend
- Anne Archer - Julie, Ellie's mother
- Alfred Molina - Sal Santori
- Jack Noseworthy - Kaiser, Ellie's boyfriend
- Zach Norman - Terry